# يانكو ميسنر
يانكو ميسنر (بالألمانية: Janko Messner)‏ (و. 1921 – 2011 م) هو كاتب سيناريو، ومؤلف، ومترجم، وكاتب، وشاعر نمساوي، توفي في كلاغنفورت، عن عمر يناهز 90 عاماً.

## جوائز
حصل على جوائز منها:
- جائزة المنافسة العامة  [لغات أخرى]‏ (1946)
- قائد الفنون والآداب

## وصلات خارجية
- يانكو ميسنر على موقع IMDb (الإنجليزية)
- يانكو ميسنر في قاعدة بيانات الأفلام على الإنترنت